# Glaucopsyche melanops
Glaucopsyche melanops är en fjärilsart som beskrevs av Jean Baptiste Boisduval 1829. Glaucopsyche melanops ingår i släktet Glaucopsyche och familjen juvelvingar. Inga underarter finns listade i Catalogue of Life.

## Bildgalleri

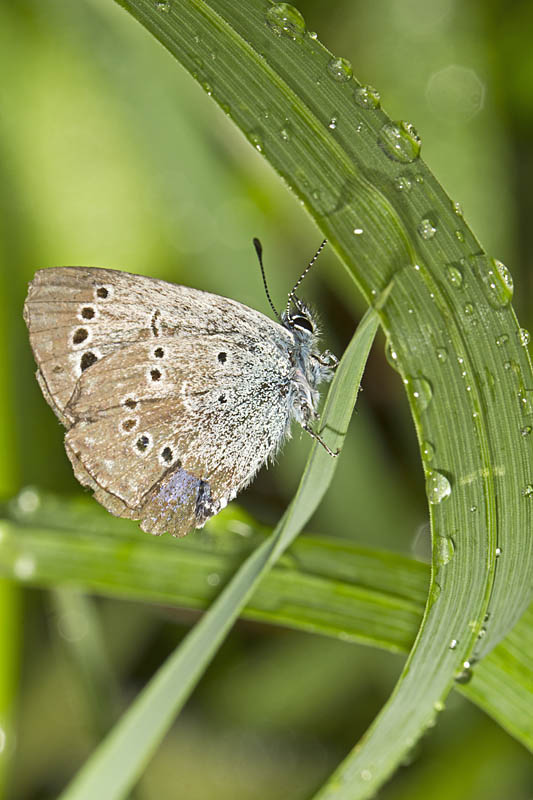
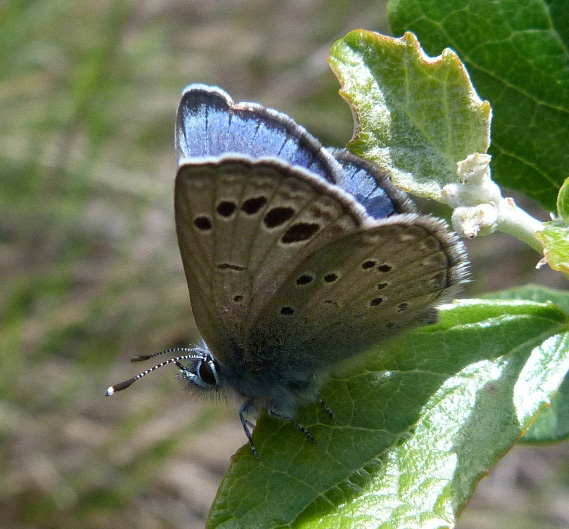
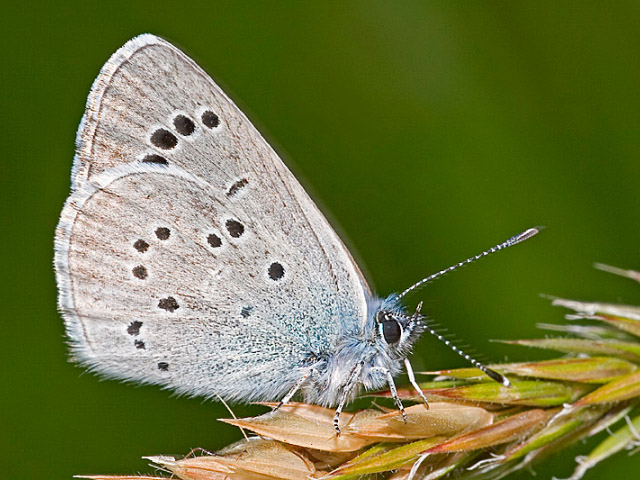
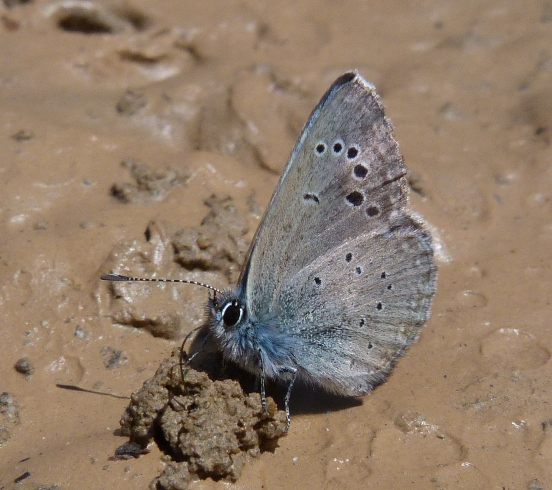